# Monteroni d'Arbia
Monteroni d'Arbia is een gemeente in de Italiaanse provincie Siena (regio Toscane) en telt 7521 inwoners (31-12-2004). De oppervlakte bedraagt 105,8 km², de bevolkingsdichtheid is 71 inwoners per km². In de gemeente ligt een deel van de Crete Senesi.
De volgende frazioni maken deel uit van de gemeente: Ponte d'Arbia, More di Cuna, Ponte a Tressa.

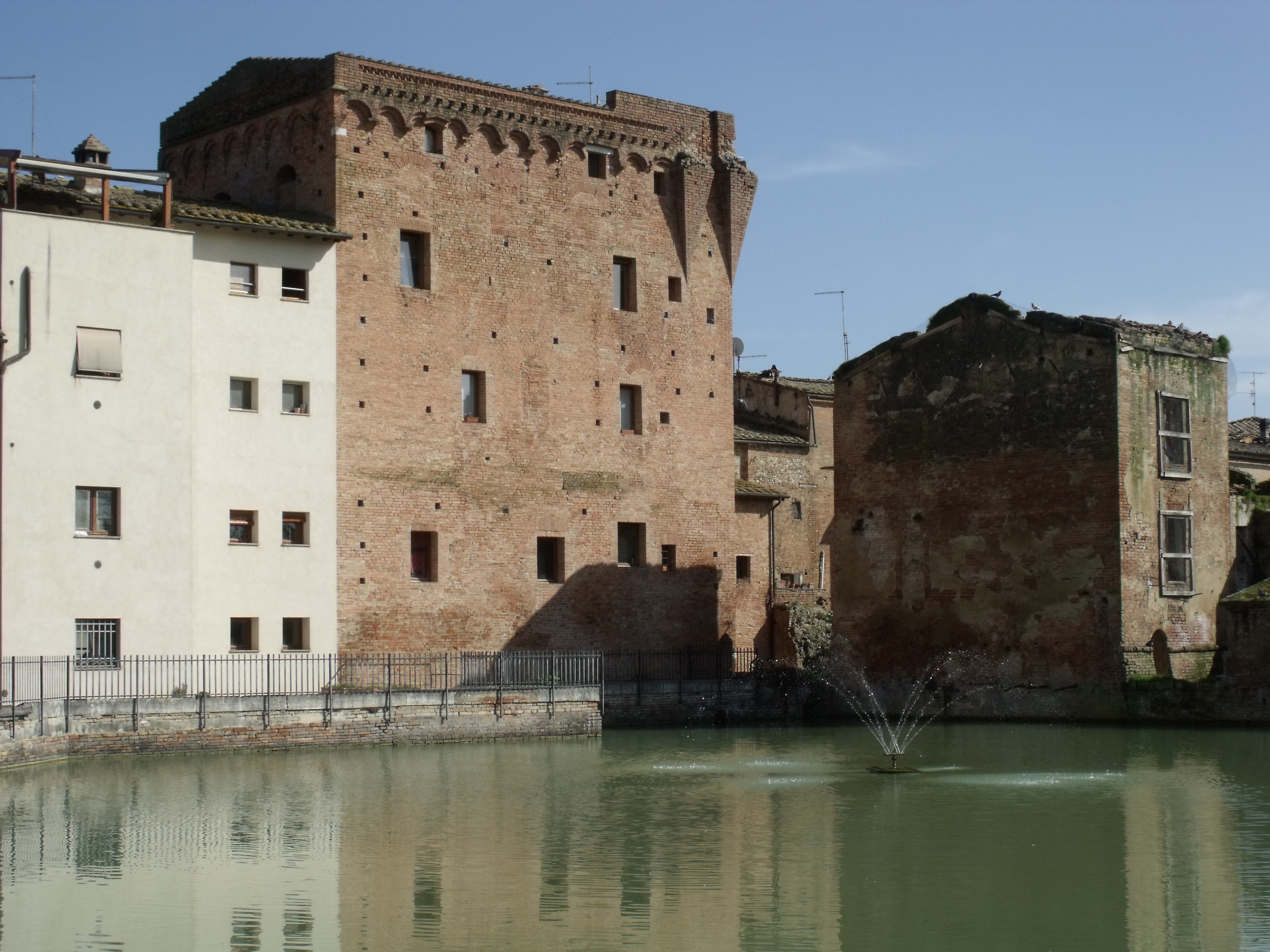
Watermolen van Monteroni d'Arbia
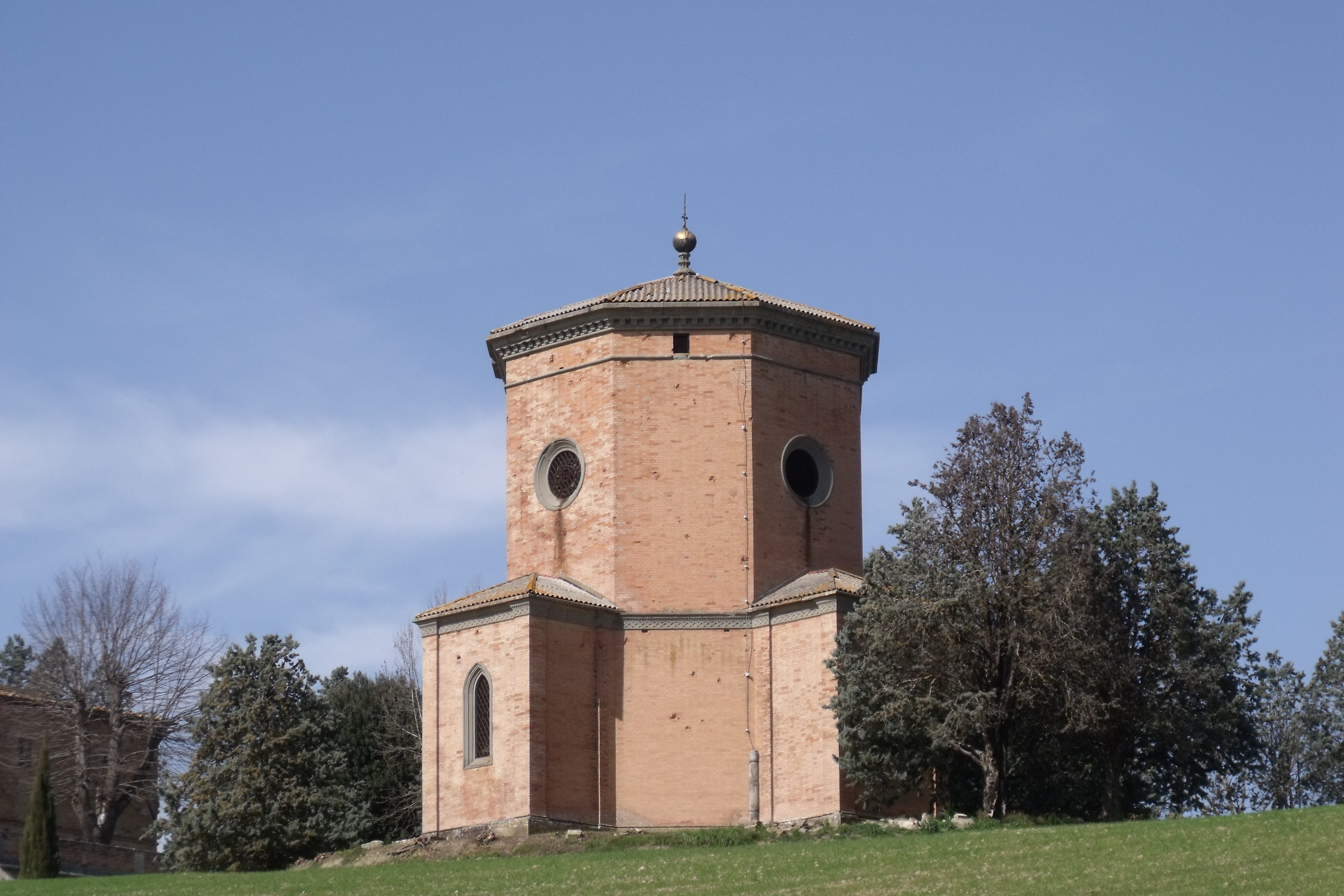
Capella Pieri Nerli in Quinciano
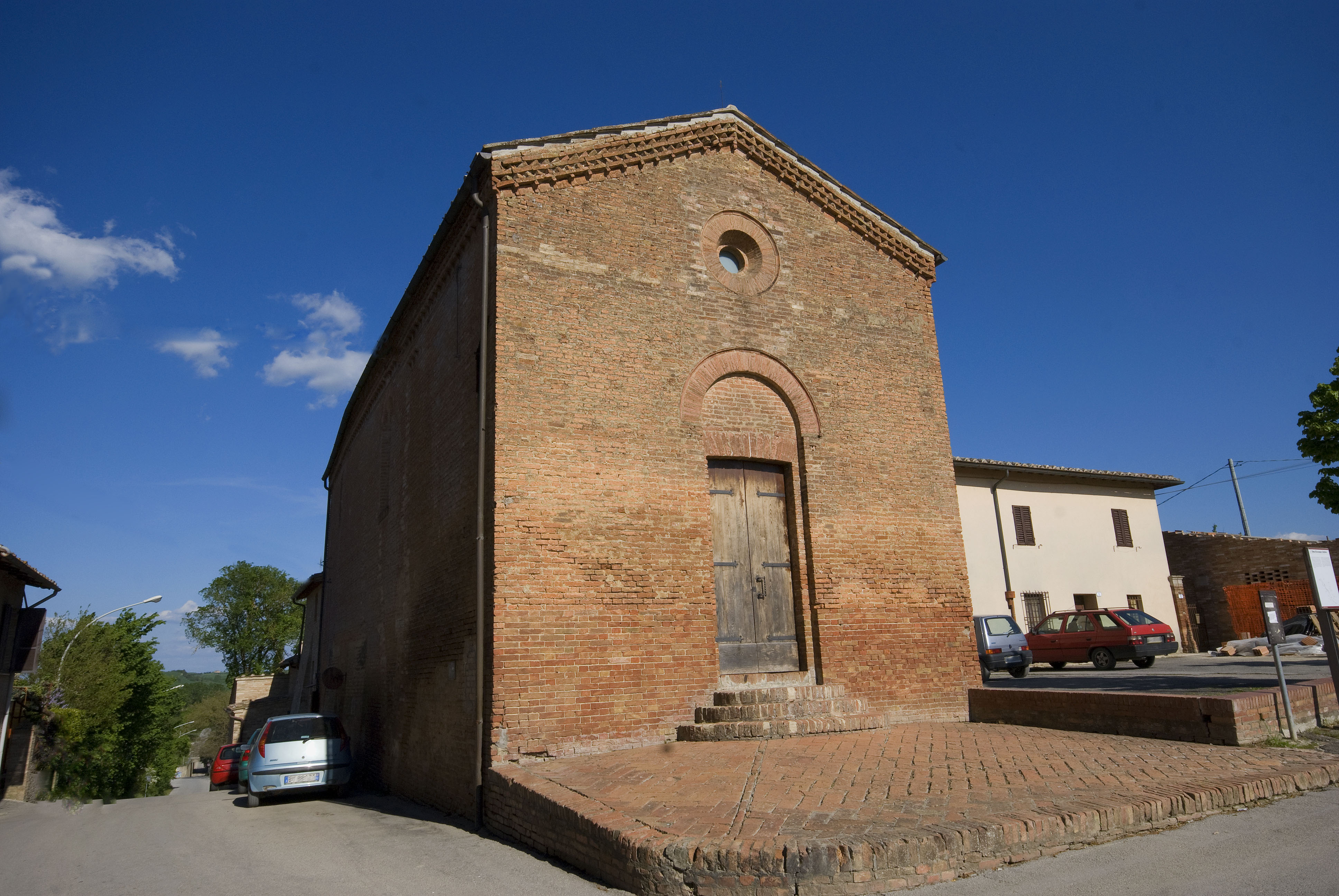
Kerk van St. Giacomo en St. Cristoforo in Cuna
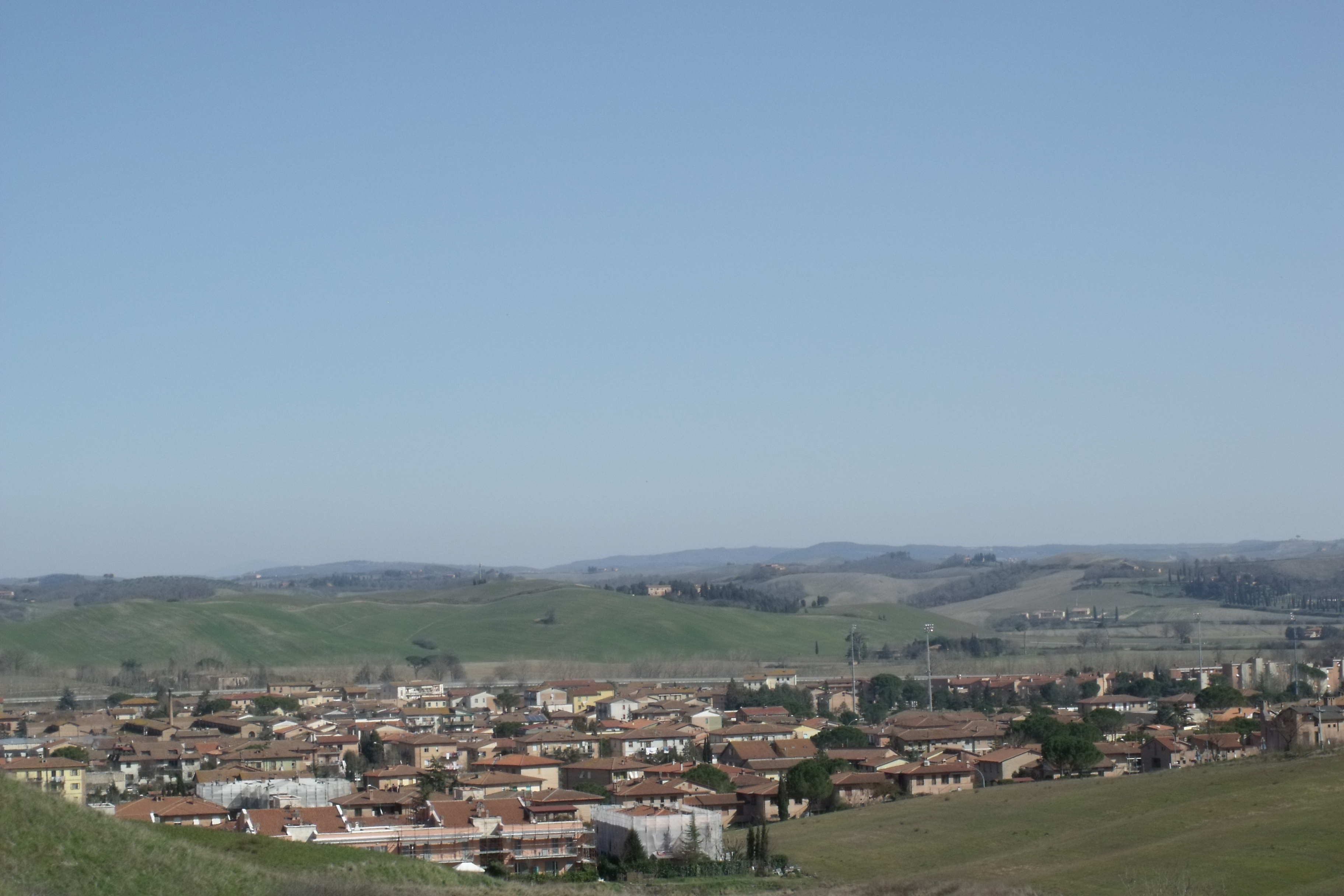
Monteroni d'Arbia

## Demografie
Monteroni d'Arbia telt ongeveer 2884 huishoudens. Het aantal inwoners steeg in de periode 1991-2001 met 10,4% volgens cijfers uit de tienjaarlijkse volkstellingen van ISTAT.
| Jaar | Inwoneraantal |
| ---- | ------------- |
| 1991 | 6493          |
| 2001 | 7170          |

## Geografie
De gemeente ligt op ongeveer 161 m boven zeeniveau.
Monteroni d'Arbia grenst aan de volgende gemeenten: Asciano, Buonconvento, Murlo, Siena, Sovicille.